# Eberhard II. (Württemberg, Herzog)

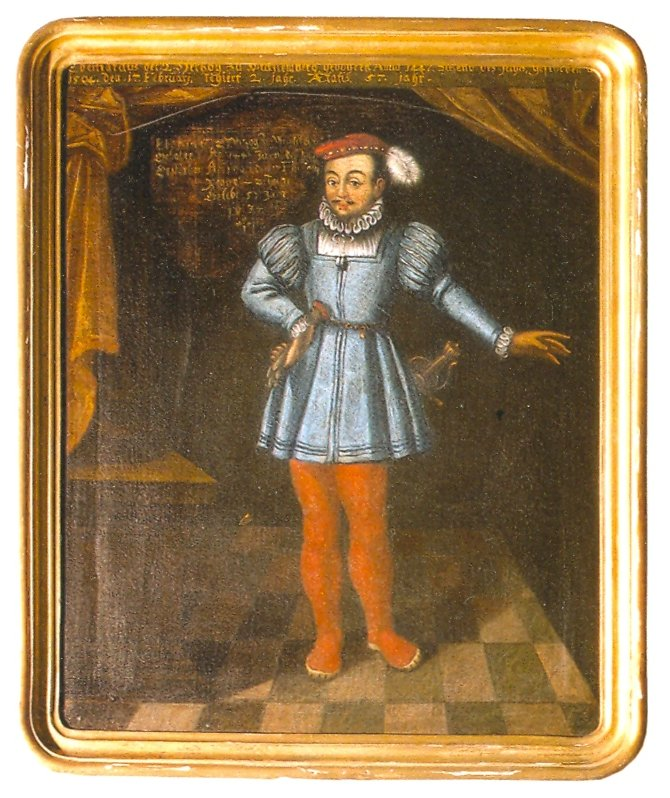
Eberhard II. von Württemberg

Eberhard II. (* vermutlich 1. Februar 1447 in Waiblingen; † 17. Februar 1504 auf Burg Lindenfels im Odenwald) war als Eberhard VI. von 1480 bis 1496 Graf von Württemberg-Stuttgart und als Eberhard II. ab 1496 der zweite regierende Herzog von Württemberg.
Eberhard war der Sohn von Graf Ulrich V. von Württemberg und Elisabeth von Bayern-Landshut. Er hielt sich in seiner Jugend lange am burgundischen Hof auf. 1461 nahm er in Reims an der Krönung von Ludwig XI. von Frankreich teil. 1462 kehrte er nach Württemberg zurück, zwischen 1465 und 1467 heiratete er die Markgräfin Elisabeth von Brandenburg, eine Tochter des Markgrafen Albrecht Achilles von Brandenburg. Bereits 1473 eröffnete ihm der Hausvertrag zwischen den beiden württembergischen Landesteilen die Nachfolge auch in Württemberg-Urach. Württemberg-Urach wurde von Graf Eberhard im Bart regiert, der ohne eheliche Nachkommen geblieben war. 
Am 8. Februar 1480 übernahm Eberhard die Regierung von seinem Vater Ulrich. Am 14. Dezember 1482 schloss er mit Eberhard im Bart den Münsinger Vertrag ab, der die Landesteilung aufhob, seine Regierungsgewalt an Eberhard im Bart übergab, der ihm dafür dessen Nachfolge versprach. 
Eberhard VI. war somit von 1482 bis zum Tode Eberhards im Bart formell zwar Landesherr, in Wirklichkeit aber machtlos. Eberhard VI. wehrte sich schon bald gegen die Entmachtung, konnte gegen den älteren Gegner aber nichts ausrichten. Dieser beschränkte 1489 sogar sein Nachfolgerecht auf den alten Stuttgarter Landesteil. Dennoch gelang es Eberhard VI., nach dem Tod Eberhards im Bart 1496 in ganz Württemberg, das im Jahr zuvor zum Herzogtum erhoben worden war, relativ reibungslos als Herzog Eberhard II. die Herrschaft zu übernehmen. Durch den Esslinger Vertrag wurde seine freie Regierungsausübung jedoch eingeschränkt durch einen zwölfköpfigen Regentschaftsrat unter der Führung eines Landhofmeisters.
Zudem bekam Eberhard bald danach Schwierigkeiten mit der Elite seines Landes. Diese entmachtete ihn in engem Zusammenspiel mit dem habsburgischen König Maximilian I. Er musste daraufhin nach Ulm fliehen. Da Eberhard keinerlei Unterstützung fand, musste er am 10. Juni 1498 den Horber Schiedsspruch Maximilians I. anerkennen. Er akzeptierte damit gegen eine jährliche Rente von 6000 Gulden seine Absetzung und Landesverweisung. An seiner Stelle regierte jetzt mit königlicher Legitimation ein Ständerat. Dieser Zustand endete erst, als mit seiner vorzeitigen Volljährigkeit im Jahr 1503 sein Neffe Ulrich, der Sohn seines Bruders Heinrich als Herzog die Regierungsgewalt übernahm. 
Eberhard erhielt Unterschlupf vom Kurfürsten Philipp von der Pfalz. Im pfälzischen Exil auf der Burg Lindenfels im Odenwald starb Eberhard im Jahr 1504. Er wurde in der Heidelberger Stiftskirche begraben.